# Blood Diamond - Diamanti di sangue
Blood Diamond - Diamanti di sangue (Blood Diamond) è un film del 2006 diretto da Edward Zwick.
Ha ricevuto cinque nomination agli Oscar, tra cui quella per Leonardo DiCaprio come migliore attore e quella di Djimon Hounsou come migliore attore non protagonista.
Il titolo si riferisce ai diamanti insanguinati, chiamati così perché estratti in zone di guerra e venduti per finanziare conflitti, arricchendo i signori della guerra locali e le società di diamanti di tutto il mondo.

## Trama
Sierra Leone, 1999, Danny Archer, cinico mercenario originario della Rhodesia (l'attuale Zimbabwe) ed ex militare del 32º Battaglione dell'Esercito sudafricano, contrabbanda diamanti tra la Sierra Leone e la Liberia per conto del suo vecchio comandante, il colonnello Coetzee; frattanto il pescatore locale Solomon Vandy, il cui villaggio è stato attaccato dai ribelli del Fronte Unito Rivoluzionario (RUF), viene separato dalla famiglia e deportato in un campo diamantifero per prigionieri controllato dal RUF, dove scopre un grande diamante rosa e riesce a nasconderlo subito prima che il governo attacchi il campo.
Finiti nella stessa prigione di Freetown, Danny viene a sapere del diamante da un ribelle che aveva visto Solomon con la pietra e, tornati liberi, cerca di sapere da Solomon il luogo dove il diamante è stato nascosto, promettendogli in cambio di aiutarlo a ritrovare la sua famiglia. Nel frattempo il figlio di Solomon, rapito dal RUF durante l'incursione nel suo villaggio, diviene un bambino soldato.
Insieme a Maddy, giornalista statunitense, Archer intende svelare i loschi traffici delle multinazionali diamantifere; i due attraversano un paese devastato dalla guerra civile, dalla violenza e dalla povertà. Solomon riuscirà a trovare il figlio e a salvarlo dall'influenza che il RUF ha esercitato su di lui mentre Archer troverà la morte, non prima di avere fornito a Maddy le informazioni delle quali ha bisogno e permettendo a Solomon di fuggire insieme al figlio. Solomon, riunitosi con la famiglia, si trasferirà a Londra dove aiuterà Maddy a smascherare il traffico illegale di diamanti provenienti dai paesi in guerra.

## Riconoscimenti
- 2007 - Premio Oscar
  - Nomination Miglior attore protagonista a Leonardo DiCaprio
  - Nomination Miglior attore non protagonista a Djimon Hounsou
  - Nomination Miglior montaggio a Steven Rosenblum
  - Nomination Miglior sonoro a Andy Nelson, Anna Behlmer e Ivan Sharrock
  - Nomination Miglior montaggio sonoro a Lon Bender
- 2007 - Golden Globe
  - Nomination Miglior attore in un film drammatico a Leonardo DiCaprio
- 2007 - Broadcast Film Critics Association Award
  - Nomination Miglior film
  - Nomination Miglior attore protagonista a Leonardo DiCaprio
  - Nomination Miglior attore non protagonista a Djimon Hounsou
- 2006 - Las Vegas Film Critics Society Award
  - Miglior attore non protagonista a Djimon Hounsou
- 2006 - National Board of Review Award
  - Miglior attore non protagonista a Djimon Hounsou
- 2006 - Satellite Award
  - Nomination Miglior attore in un film drammatico a Leonardo DiCaprio
- 2007 - Screen Actors Guild Award
  - Nomination Miglior attore protagonista a Leonardo DiCaprio
  - Nomination Miglior attore non protagonista a Djimon Hounsou
- 2007 - Motion Picture Sound Editors
  - Nomination Miglior montaggio sonoro